# Великий воевода

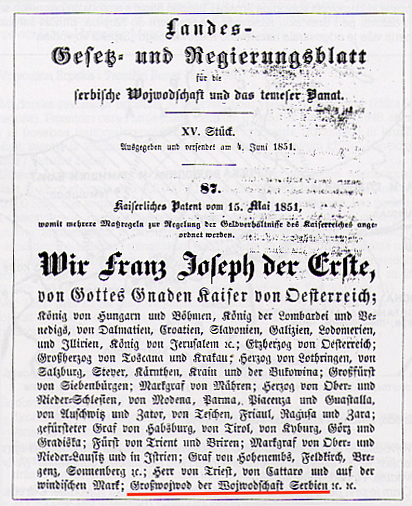
Франц Иосиф I учредил титул великого воеводы (grosswojwod) Воеводства Сербии и Темишского Баната

Великий воевода (нем. Grosswojwod) — титул южнославянского происхождения, по значению равный титулу великий князь. Представлял собой более высокую ступень по сравнению с титулом воевода.

## Главнокомандующий
Во Втором Болгарском царстве (1185 - 1396) великим воеводой назывался главнокомандующий, заменявший правителя в военном походе.

## Наместник
Титул также носил наместник австрийского императора на территории Воеводства Сербии и Темишского Баната (1849 - 1860), одной из коронных земель Австрийской империи (современная Воеводина).